# El despertar de las hormigas
El despertar de las hormigas es una película costarricense de 2019, de temática feminista y dirigida por Antonella Sudasassi Furniss y protagonizada por Daniella Valenciano, Leynar Gómez, Isabella Moscoso y Avril Alpízar.

## Sinopsis
Isabel (Daniella Valenciano) y Alcides (Leynar Gómez) son un matrimonio costarricense de San Mateo de Alajuela que tienen dos hijas pequeñas. Alcides desea un hijo varón, pero Isabel no, por lo que empieza en secreto un tratamiento anticonceptivo.

## Producción
La película, opera prima de Sudasassi, tuvo su estreno mundial en la Berlinale de 2019. Fue estrenada en Costa Rica en junio de 2019 y en agosto en España.

## Premios y nominaciones
| Año  | Lugar                                          | País           | Categoría                                             | Resultado | Notas |
| ---- | ---------------------------------------------- | -------------- | ----------------------------------------------------- | --------- | ----- |
| 2019 | Festival de cine de Berlín                     | Alemania       | Mejor ópera prima                                     | Nominada  | [ 2 ] |
| 2019 | Festival Internacional de Cine de Costa Rica   | Costa Rica     | Mejor película                                        | Ganadora  |       |
| 2019 | Festival de Cine de Gramado                    | Brasil         | Mejor película - Kikito de oro                        | Ganadora  |       |
| 2019 | Festival de Cine de Gramado                    | Brasil         | Premio de la crítica                                  | Ganadora  |       |
| 2019 | Festival de Cine de Gramado                    | Brasil         | Premio especial del jurado                            | Ganadora  |       |
| 2019 | Festival Internacional de Cine de Guanajuato   | México         | Competición internacional                             | Nominada  |       |
| 2019 | Festival de Cine de Lima                       | Perú           | Mejor película                                        | Nominada  |       |
| 2019 | Festival de cine de Málaga                     | España         | Mejor Película Iberoamericana - Biznaga de oro        | Nominada  | [ 3 ] |
| 2019 | Festival Internacional de Cine de Seattle      | Estados Unidos | Mejor película iberoamericana                         | Ganadora  |       |
| 2019 | Festival Transatlantyk                         | Polonia        | Premio de distribución                                | Nominada  |       |
| 2020 | Premios Goya                                   | España         | Mejor Película Iberoamericana                         | Nominada  |       |
| 2020 | Festival Internacional de Cine de Palm Springs | Estados Unidos | Mejor película en lengua extranjera - Premio FRIPESCI | Nominada  |       |